# Newell (Dakota del Sur)
Newell es una ciudad ubicada en el condado de Butte en el estado estadounidense de Dakota del Sur. En el Censo de 2010 tenía una población de 603 habitantes y una densidad poblacional de 230,29 personas por km².

## Geografía
Newell se encuentra ubicada en las coordenadas 44°43′3″N 103°25′6″O / 44.71750, -103.41833. Según la Oficina del Censo de los Estados Unidos, Newell tiene una superficie total de 2,62 km², que son tierra firme en su totalidad, es decir, no tiene lagos ni ríos.

## Demografía
Según el censo de 2010, había 603 personas residiendo en Newell. La densidad de población era de 230,29 hab./km². De sus 603 habitantes el 92,7% eran blancos, el 0,17% eran afroamericanos, el 1,66% eran amerindios, el 0,33% eran asiáticos, el 0,5% eran isleños del Pacífico, el 0% eran de otras razas y el 4,64% pertenecían a dos o más razas. Del total de la población el 1% eran hispanos o latinos de cualquier raza.